# Сумской областной художественный музей имени Н. Х. Онацкого
Сумской областной художественный музей им. Н. Х. Онацкого (укр. Сумський художній музей імені Никанора Онацького) — государственный музей в Сумах (Украина). Адрес: Покровская площадь, 1.

## История и экспозиция
Музей основан 1 марта 1920 года художником, педагогом и общественным деятелем Никанором Харитоновичем Онацким.
Основу музея составили произведения из национализированных частных собраний города и уезда и находившейся тогда в Сумах коллекции О. Гансена. По состоянию на 2022 год в экспозиции и фондах насчитывается свыше 15 тысяч экспонатов.
Экспозиция размещена в восьми залах двухэтажного особняка, построенного в конце XIX — начале XX в. сумским архитектором Густавом Шольцем и служившего зданием Государственного банка. В экспозиции представлены произведения живописи, графики, скульптуры, декоративно-прикладного искусства, выполненные как старыми мастерами, так и современными художниками, российскими, украинскими и западноевропейскими.

## Экспонаты

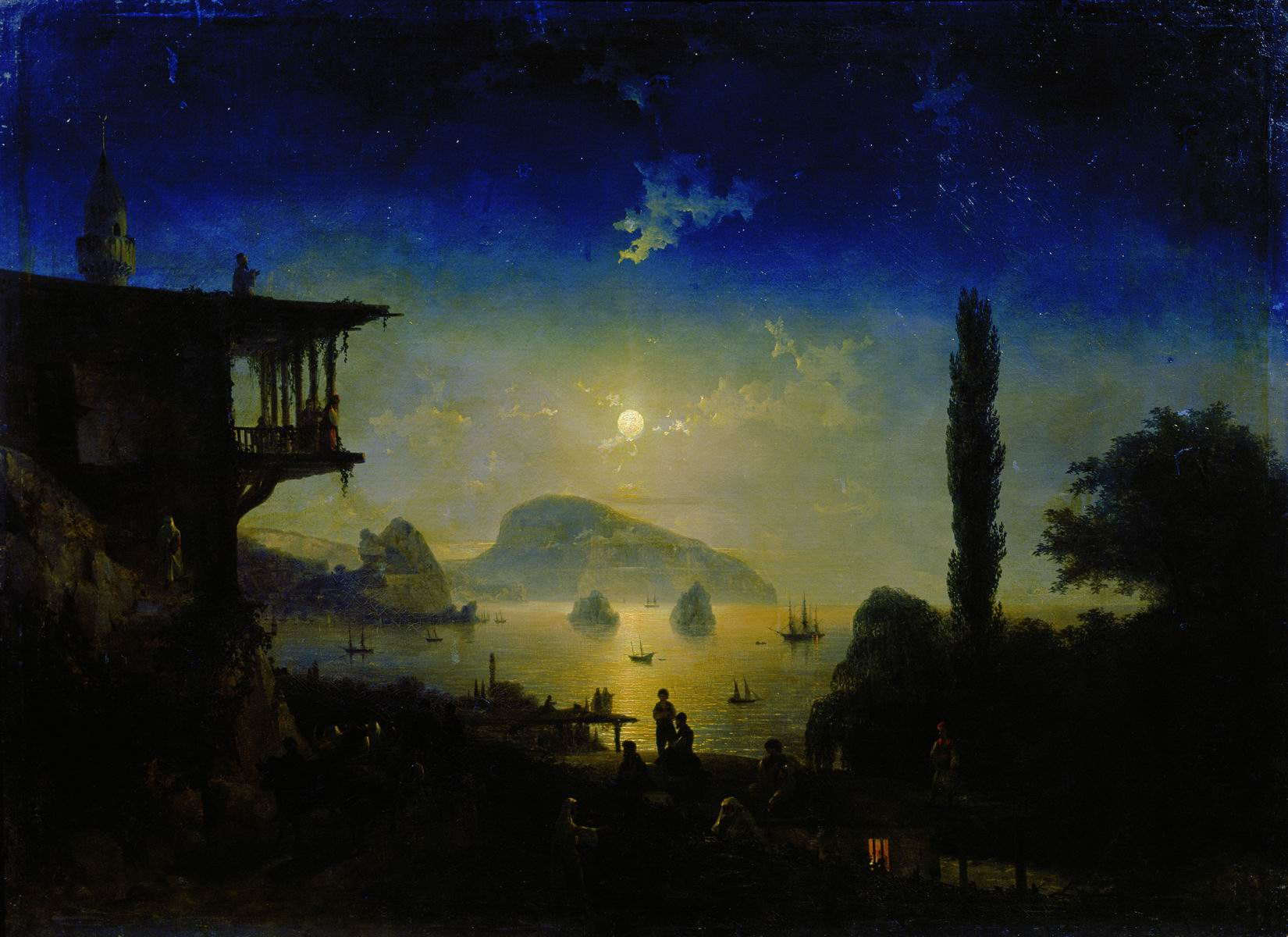
Иван Айвазовский. «Лунная ночь в Крыму. Гурзуф». 1839 г.
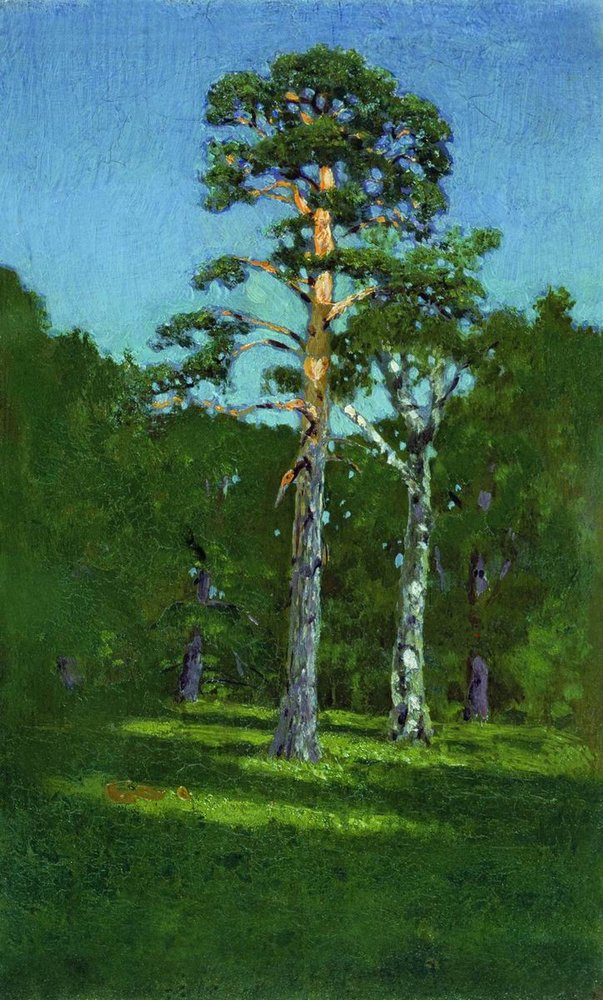
Архип Куинджи. «Сосна». 1878 г.
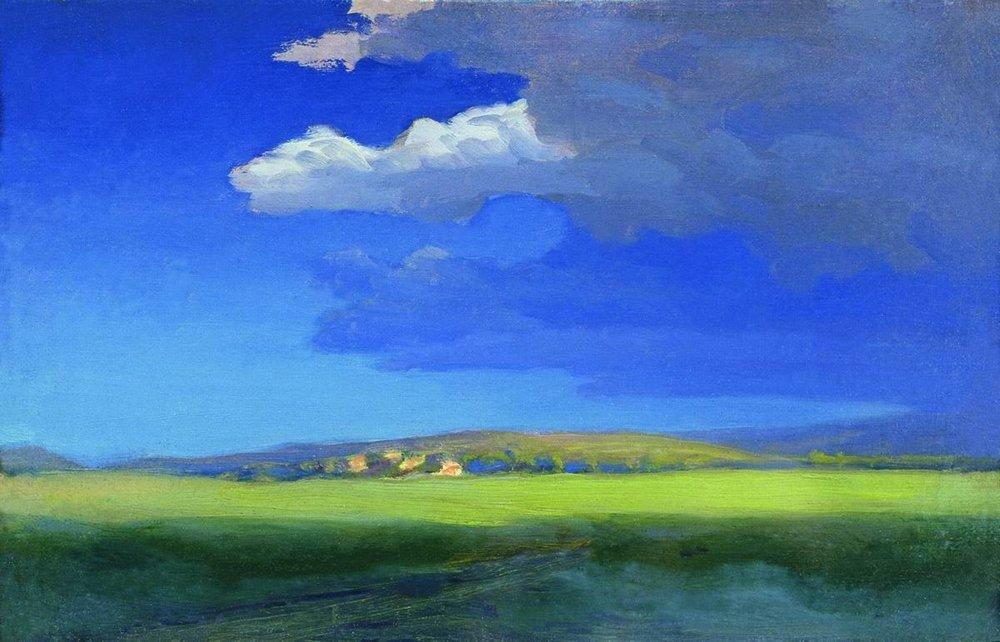
Архип Куинджи. «После бури» (эскиз). 1879 г.
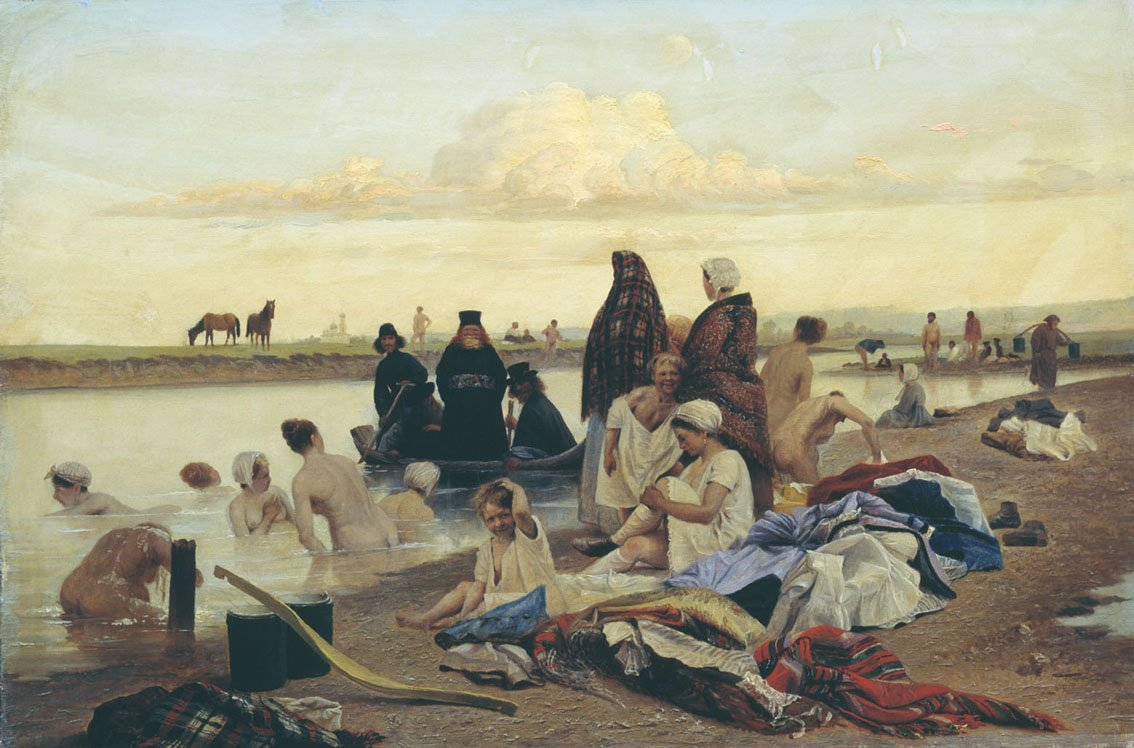
Лев Соловьёв. «Монахи. Не туда заехали». 1870-е гг.
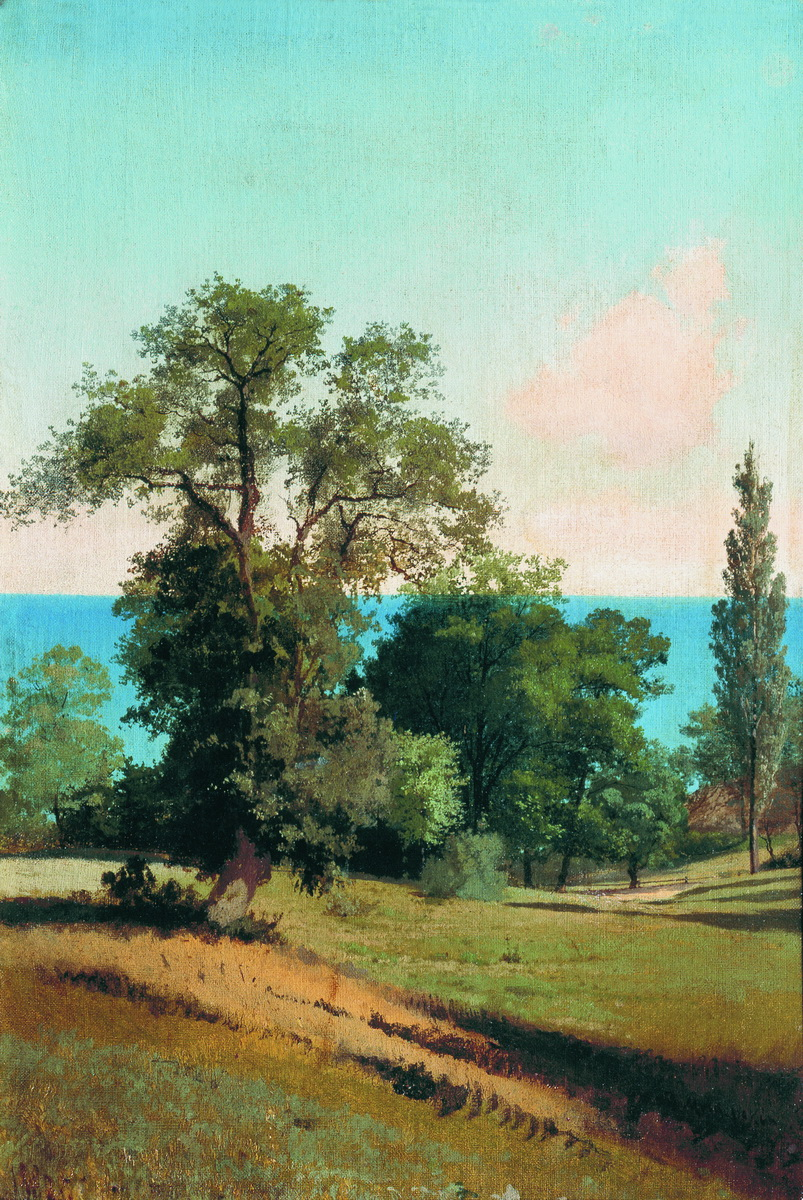
Арсений Мещерский. «Южный пейзаж». 1880 г.
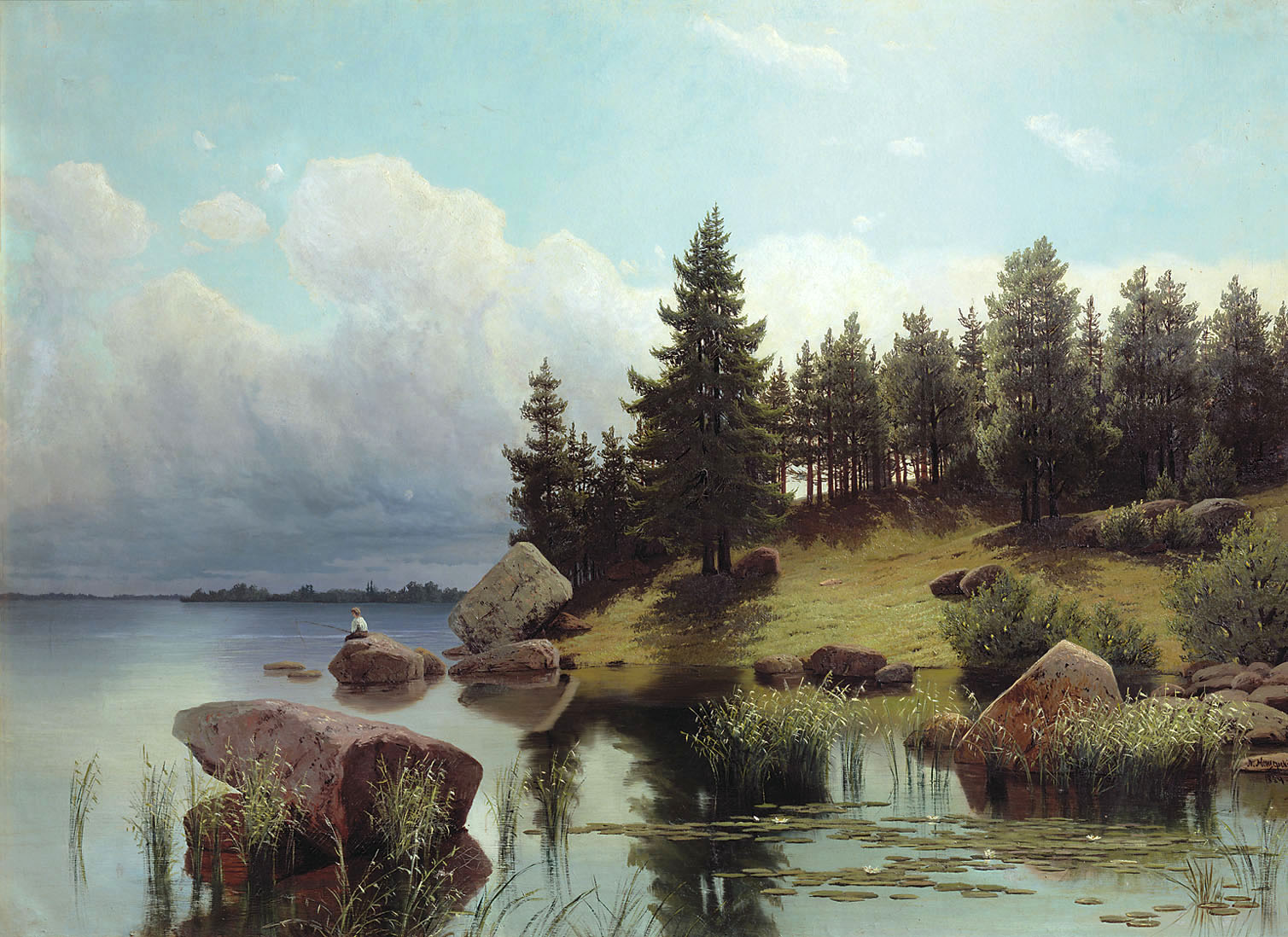
Арсений Мещерский. «Лесное озеро». 1884 г.
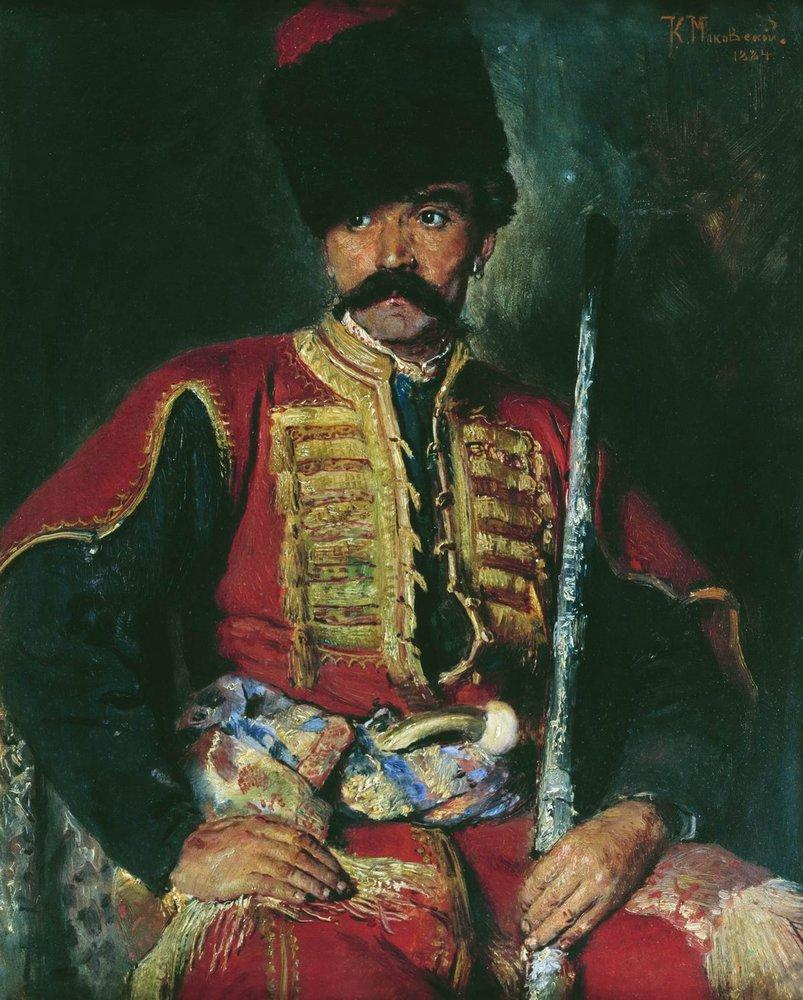
Консантин Маковский. «Запорожский козак». 1884 г.
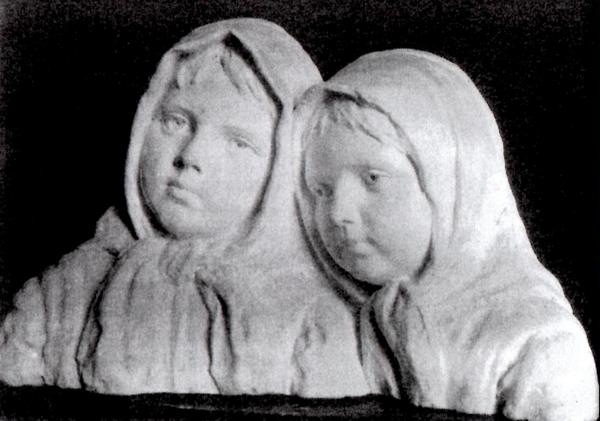
Юлия Бразоль. «Две сестры». Начало 1900-х гг.